# Topolino e il ladro di cuccioli
Topolino e il ladro di cuccioli (The Dognapper) è un film del 1934 diretto da David Hand. È un cortometraggio animato della serie Mickey Mouse, prodotto dalla Walt Disney Productions e uscito negli Stati Uniti il 17 novembre 1934, distribuito dalla United Artists. Il cartone animato ha come protagonisti Topolino e Paperino come agenti di polizia che inseguono Pietro Gambadilegno dopo che questo ha rapito la cagnolina di Minni, Fifi. Il film è stato distribuito in DVD col titolo Il cane rapito.
Topolino e il ladro di cuccioli fu il terzo film di Paperino (il quale, solo in questa occasione, ha le zampe colorate di nero) e la prima storia di avventura ad avere come protagonisti Topolino e Paperino. Il papero era apparso in precedenza nello stesso anno in Una serata di beneficenza, che era stata la prima apparizione congiunta dei personaggi.

## Trama
I giornali titolano che Fifi, la "campionessa" di Minni, è stata rapita, e viene descritto il sospettato, Pietro Gambadilegno. Una trasmissione radio che descrive l'auto di fuga del sospettato è sentita dall'ufficiale di polizia Topolino e il suo assistente Paperino. La coppia vede presto Pietro sfrecciare con l'auto, e lo inseguono in moto. Nonostante le sue manovre evasive, Pietro non è in grado di fuggire da Topolino e Paperino, che alla fine lo seguono nel suo nascondiglio in una segheria abbandonata.
All'interno, Pietro incatena Fifi al muro e afferra un mitra. Topolino e Paperino seguono Pietro nella segheria e lo tengono sotto tiro. I due uomini di legge sono però imbranati e incompetenti, infatti ogni volta che sono in grado di stare al passo di Pietro non riescono però a catturarlo.
Infine, mentre Topolino e Paperino sono in piedi su un tronco, Pietro accende una sega circolare posizionata per tagliare il tronco. Topolino e Paperino corrono per rimanere davanti alla lama, ma il tronco finisce e la lama si stacca, andando fuori controllo. La lama si rivela una minaccia per tutti e tre i personaggi, ma alla fine la gamba di legno di Pietro rimane incastrata nel foro centrale e lo blocca. Topolino e Paperino lo trattengono con un corsetto, e infine lo portano in prigione, mentre la nuovamente libera Fifi gli abbaia rabbiosamente contro.

## Distribuzione

### Edizione italiana
Il film è stato distribuito in VHS doppiato in italiano e colorato al computer. Su DVD è invece presente l'edizione originale, senza doppiaggio italiano, col titolo Il cane rapito.

## Edizioni home video

### VHS
- Topolino pesca guai, settembre 1995

### DVD
- Walt Disney Treasures: Topolino in bianco e nero (16 aprile 2009)